# Haute-Vigneulles
Haute-Vigneulles település Franciaországban, Moselle megyében. Lakosainak száma 450 fő (2022. január 1.). Haute-Vigneulles Zimming, Bambiderstroff, Flétrange, Fouligny, Guinglange, Hallering és Marange-Zondrange községekkel határos.

## Népesség
A település népességének változása:
| Lakosok száma | 420  | 415  | 423  | 416  | 423  | 431  | 442  | 442  | 450  |
|               | 2013 | 2015 | 2016 | 2017 | 2018 | 2019 | 2020 | 2021 | 2022 |